# Paraná (fluviu)
Paraná este un fluviu cu lungimea de 4700 km, dacă este considerat împreună cu Río de la Plata măsoară 4.288 km lungime, fiind al doilea după lungime după Amazon din America de Sud.

## Curs
Fluviul izvorăște în Brazilia, el se formează prin confluența lui Rio Grande ( 1.360 km) cu Rio Paranaíba (1.070 km) în lacul Ilha-Solteira (1195 km²) care se află în tringhiul format de granița statelor Minas, Gerais, São Paulo și Mato Grosso do Sul. La câțiva kilometri de la ieșire din lacul Ilha-Solteira, va traversa lacul Jupia, care este de asemenea un lac de acumulare. Urmează un curs spre sud de-a lungul munților Serra de Maracaju, unde va forma câteva cascade, traversează statele São Paulo, Paraná și Mato Grosso.
Formează graniță naturală între Brazilia și Paraguay, traversând frecvent lacuri de acumulare ca Três-Lagoas, Porto-Primavera, și Ilha-Grande. Inainte de vărsarea afluentului Iguazú se află lacul Itaipú, fluviul va forma în continuare graniță între Paraguay și Argentina. Ultimii 500 km va traversa Argentina în apropiere de vărsare în Río de la Plata este o regiune cu smârcuri și prin unire cu  (1790 km) va forma Río de la Plata (290 km) care se varsă la Montevideo în Atlantic.

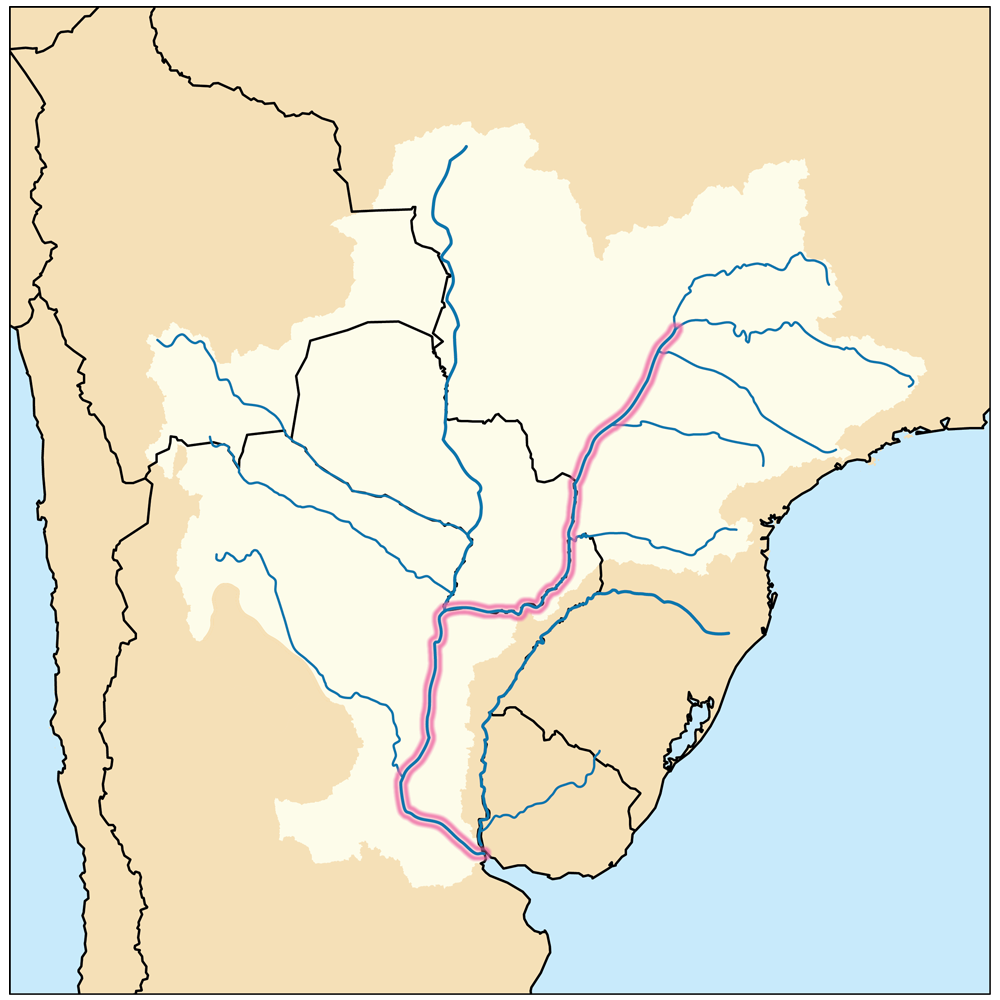
Bazinul hidrografil al fluviului Paraná

Denumire Parana provine din indiana si inseamna "riu mare" "ruda marii" , iar spaniolii i-au zis "riul nenorocirilor".

## Lacuri de acumulare
- lacul Ilha-Solteira (1.195 km², 21,06 km³)
- lacul Jupia (544 km², 3,68 km³)
- lacul Três-Lagoas
- lacul Porto-Primavera (2.250 km², 18,50 km³)
- lacul Ilha-Grande
- lacul Itaipú (1.460 km²; 29 km³)
- lacul Yacyretá-Apipe (1.600 km², 21,0 km³)
- lacul Corpus Posadas (? km², 13,0 km³)
- lacul Chapetón (? km², 60,6 km³) (in construcție)
- lacul Pati (? km², 38,0 km³) (in construcție)